# شارلوته إريكسون
شارلوته إريكسون (بالإنجليزية: Charlotte Erickson)‏ هي مؤرخة أمريكية، ولدت في 22 أكتوبر 1923 في أوك بارك في الولايات المتحدة، وتوفيت في 9 يوليو 2008 في كامبريدج في المملكة المتحدة.